# Oppmanna socken
Oppmanna socken i Skåne ingick i Villands härad, ingår sedan 1974 i Kristianstads kommun och motsvarar från 2016 Oppmanna distrikt.
Socknens areal är 50,62 kvadratkilometer varav 46,61 land.  År 2000 fanns här 1 499 invånare.  Tätorten Arkelstorp samt kyrkbyn Oppmanna med sockenkyrkan Oppmanna kyrka ligger i socknen.

## Administrativ historik
Socknen har medeltida ursprung. 
Vid kommunreformen 1862 övergick socknens ansvar för de kyrkliga frågorna till Oppmanna församling och för de borgerliga frågorna bildades Oppmanna landskommun. Landskommunen uppgick 1952 i Oppmanna och Vånga landskommun som uppgick 1974 i Kristianstads kommun. Församlingen uppgick 2017 i Oppmanna-Vånga församling.
1 januari 2016 inrättades distriktet Oppmanna, med samma omfattning som församlingen hade 1999/2000.  
Socknen har tillhört län, fögderier, tingslag och domsagor enligt vad som beskrivs i artikeln Villands härad. De indelta soldaterna tillhörde Norra skånska infanteriregementet, Livkompaniet och Skånska dragonregementet, Östra Göinge skvadron.

## Geografi
Oppmanna socken ligger nordost om Kristianstad med Oppmannasjön i sydväst och Immeln i norr. Socknen är i söder en odlad slättbygd och i norr en kuperad skogsbygd med höjder som i Oppmannaberget i öster når 144 meter över havet.

## Fornlämningar
Från stenåldern finns en hällkista. Från järnåldern finns gravar.

## Namnet
Namnet skrevs 1479 Opmadinge och kommer från kyrkbyn. Namnet var ursprungligen Upmathung och avsåg då den övre avsnörda delen av Oppmannasjön. Namnet innehåller upp och sjönamnet Mathung ett sjönamn bildat till math, 'fuktig äng, strandäng'..